# کریس میلک
کریس میلک (انگلیسی: Chris Milk؛ زادهٔ ) یک کارگردان، و عکاس اهل ایالات متحده آمریکا است.